# 이산 (태국)

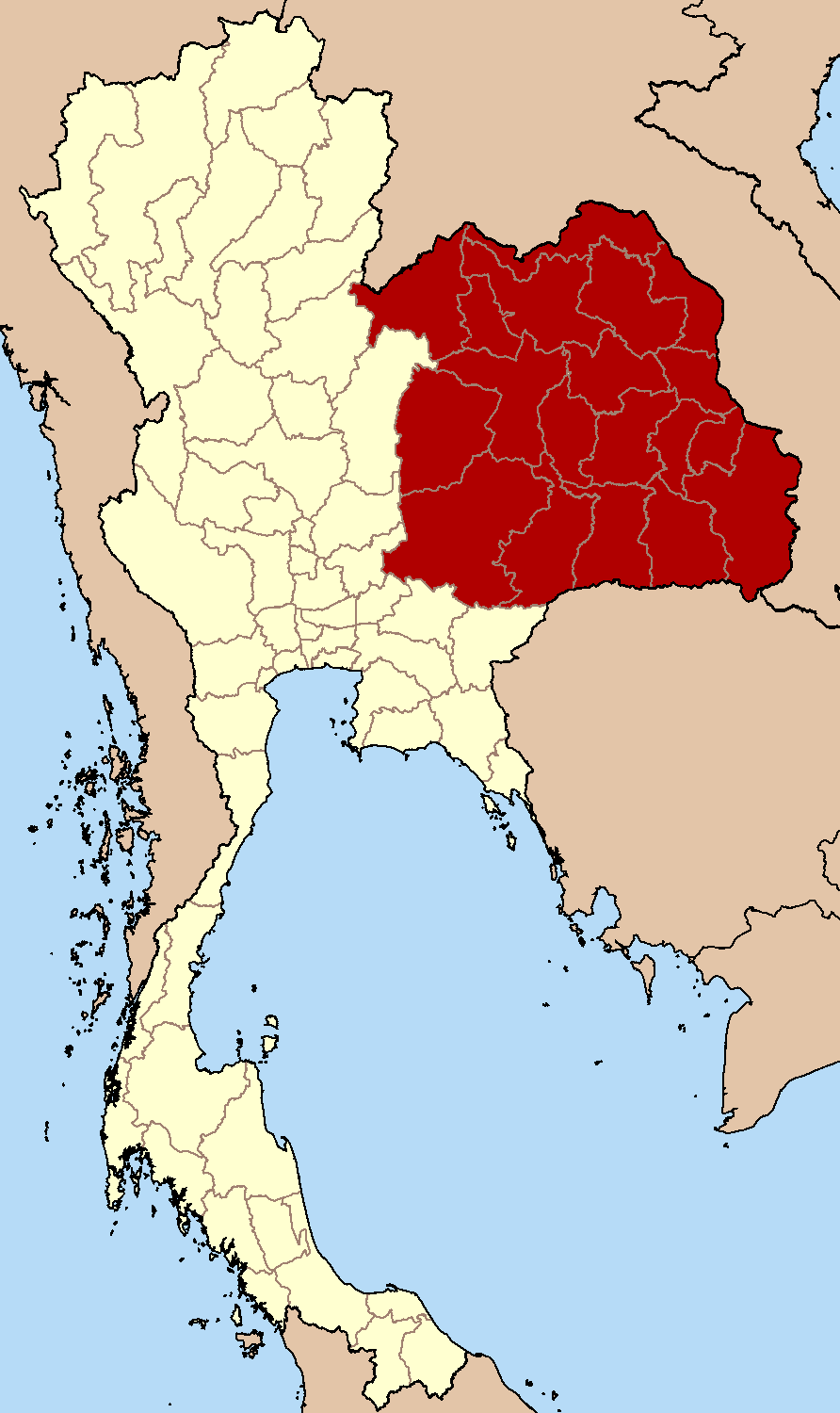
이싼의 위치

이산(อีสาน, IPA: [ʔīː.sǎːn] 듣기 (도움말·정보))은 태국 동북부 지역을 통칭하여 일컫는 말이다. 코랏 분지에 위치해 있으며 북쪽과 동쪽은 메콩강이 흐르며, 남쪽은 캄보디아 접경지대에 있다.

## 개요

### 언어
이 지역의 주민의 상당수는 라오스어의 방언으로 분류되는 이산어를 모어로 하는 사람들이며, 북크메르어(캄보디아의 공용어와는 미묘하게 다르다)를 이야기하는 크메르계 주민이 있다. 다만, 태국의 타 지역과 같이 공교육은 모두 태국어로 진행된다.

### 경제
지역의 주된 생업인 벼농사의 대부분은 불안정한 강수에 의존하는 천수답에서 행해지고 있어 그 수량은 낮고 한편 불안정하다.

### 정치
같은 타이계 민족이지만 태국 표준어와는 약간 달라서 이전에는 차별의 대상이 되었다. 태국 정부에 의한 이싼 동화 정책은 늦어도 1910년대부터 행해졌던 것이 태국 공문서관에 보존된 다수의 문서에서 확인할 수 있다. 인도차이나 전쟁이 이 지역의 개발을 위한 원조를 한층 더 가속화 시켰다. 거기에 공산주의 운동도 기세가 죽어 이싼 지역의 사람들은 태국(타이 왕국)의 틀에 서서히 융화되었고, 현재는 민족의식도 희미해져서 동화되고 있다.

## 문화
문화적으로 중앙부와는 다르다. 모람(태국어: หมอลำ)으로 불리는 독특한 가요곡을 가지는 것 외에 나콘랏차시마, 수린, 시사깻 등을 제외한 이산의 대부분에서는, 찰기 없는 안남미를 주식으로 하지 못하고, 인디카미의 찹쌀을 주식으로 한다. 널리 알려진 이산 요리로는 라프, 솜탐, 가이양이 있으며, 솜탐에 이용되는 발효어나 프돈(발효 민물게)도 이싼의 조미료로서 유명하다.

## 민족
| 언어        | 계통       | 인구      | 거주지                               |
| ----------- | ---------- | --------- | ------------------------------------ |
| Aheu        | 몬 크메르  | 750       | 사꼰나콘                             |
| Eastern Bru | 몬크메르어 | 5000      | 사꼰나콘                             |
| Western Bru | 몬크메르어 | 20,000    | 묵다한, 암낫차른, 우본               |
| Khmer Surin | 몬크메르어 | 1,000,000 | 수린, 시사껫, 부리람, 코랏           |
| Kuy         | 몬크메르어 | 300,000   | 부리람, 수린, 시사껫, 우본, 로이엣   |
| Nyah Kur    | 몬크메르어 | 불명      | 코랏, 차이야품                       |
| Nyaw        | 끄라다이   | 50,000    | 사콘 나콘, 농카이, 나콘 파놈         |
| Nyeu        | 몬크메르어 | 불명      | 시사껫                               |
| Phu Thai    | 끄라다이   | 156,000   | 나콘 파놈, 우본, 깔라신, 사콘 나콘   |
| Phuan       | 끄라다이   | 불명      | 우돈타니, 르이                       |
| Saek        | 끄라다이   | 11,000    | 나콘 파놈                            |
| So          | 몬크메르어 | 55,000    | 나콘 파놈, 사콘 나콘, 농카이, 깔라신 |
| Tai Dam     | 끄라다이   | 20,000    | 농카이, 코랏, 르이 (사라부리)        |
| Yoy         | 끄라다이   | 5,000     | 사콘 나콘                            |

## 행정
나콘 랏차시마 주의 남서쪽은 중부 지방에 가깝지만, 19개의 주가 있다.
1. 암낫차른
2. 부리람
3. 차이야품
4. 깔라신
5. 콘깬
6. 르이
7. 마하사라캄
8. 묵다한
9. 나콘파놈
10. 나콘랏차시마
11. 농부아람푸
12. 농카이
13. 로이엣
14. 사꼰나콘
15. 시사껫
16. 수린
17. 우본랏차타니
18. 우돈타니
19. 야소톤